# Ludwig Siep

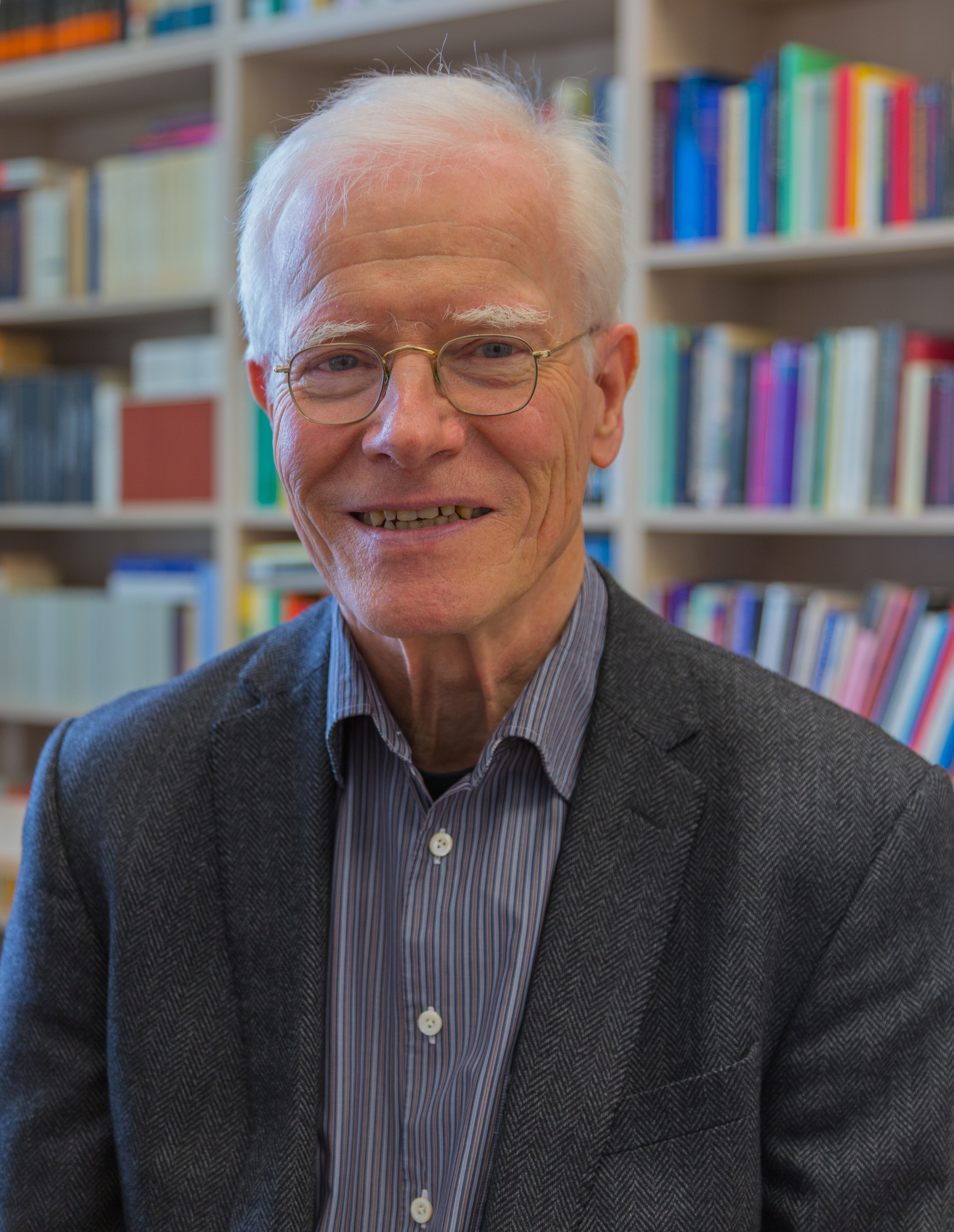
Ludwig Siep (2019).

Ludwig Siep (* 2. November 1942 in Solingen) ist ein deutscher Philosoph.

## Leben
Ludwig Siep wuchs auf in Köln und machte 1962 sein Abitur am dortigen Dreikönigsgymnasium. Er studierte als Stipendiat der Studienstiftung des deutschen Volkes die Fächer Philosophie, Pädagogik, Germanistik, Geschichte und Politische Wissenschaft an der Universität zu Köln und an der Albert-Ludwigs-Universität Freiburg. An der Freiburger Universität promovierte Siep im Jahr 1969 bei Werner Marx zum Dr. phil. mit der Dissertation Hegels Fichtekritik und die Wissenschaftslehre von 1804. Anschließend übernahm er dort bis 1978 eine Assistentenstelle am Philosophischen Seminar. An derselben Universität habilitierte er sich 1976 im Fach Philosophie mit der Schrift Anerkennung als Prinzip der Praktischen Philosophie. Untersuchungen zu Hegels Jenaer Philosophie des Geistes.
Von 1979 bis 1986 war Siep ordentlicher Professor an der Gesamthochschule Duisburg und anschließend von 1986 bis 2011 Professor und Direktor des Philosophischen Seminars der Westfälischen Wilhelms-Universität in Münster. Ludwig Siep hielt am 31. Januar 2011 seine Abschiedsvorlesung zum Thema „Moral und Gottesbild“.
Von 1988 bis 1992 war Siep tätig als Fachgutachter für Geschichte der Philosophie in der DFG (Deutsche Forschungsgemeinschaft).
2007 ist Ludwig Siep zum Vorsitzenden der Hegel-Kommission der Nordrhein-Westfälischen Akademie der Wissenschaften und der Künste gewählt worden. Die Kommission betreut die kritische Hegel-Ausgabe, die vom Hegel-Archiv der Ruhr-Universität Bochum herausgegeben wird.

## Mitgliedschaften
- Nordrhein Westfälische Akademie der Wissenschaften (ordentliches Mitglied seit 1993)
- Bayerische Akademie der Wissenschaften (korrespondierendes Mitglied seit 2002)
- Vorsitzender der Zentralen Ethik-Kommission für Stammzellenforschung (2002–2011)
- Vorsitzender der Hegel-Kommission der NRW-Akademie der Wissenschaften (2007–2018)
- Exzellenzcluster Religion und Politik (seit 2007)
- Kolleg-Forschergruppe DFG 1209: Theoretische Grundfragen der Normenbegründung in Medizinethik und Biopolitik (seit 2009–2018)
- Leibniz-Kommission der Göttinger Akademie der Wissenschaften (1995–2015)
- Ethik-Beirat des Bundesministeriums für Gesundheit (1999–2002)
- Zentrale Ethik-Kommission bei der Bundesärztekammer (1995–2004).
- Direktorium des deutschen Referenzzentrums für Bioethik, Bonn (1998–2014)
- European Network of Excellence Nano2life, Ethics Board (2002–2008)
- Netzwerk für Stammzellenforschung NRW (2002–2014)
- Ethik-Kommission der Medizinischen Fakultät der Universität Münster und der Ärzte-Kammer Westfalen-Lippe (seit 1986–2014)
- Sonderforschungsbereich (SFB 496) Symbolische Kommunikation und soziale Wertesysteme (2000–2006)
- Sprecher des Vorstandes des Centrums für Bioethik der Universität Münster (2000–2010)
- Vertrauensdozent der Studienstiftung des Deutschen Volkes (1995–2011)

## Schriften

### Eigene Werke

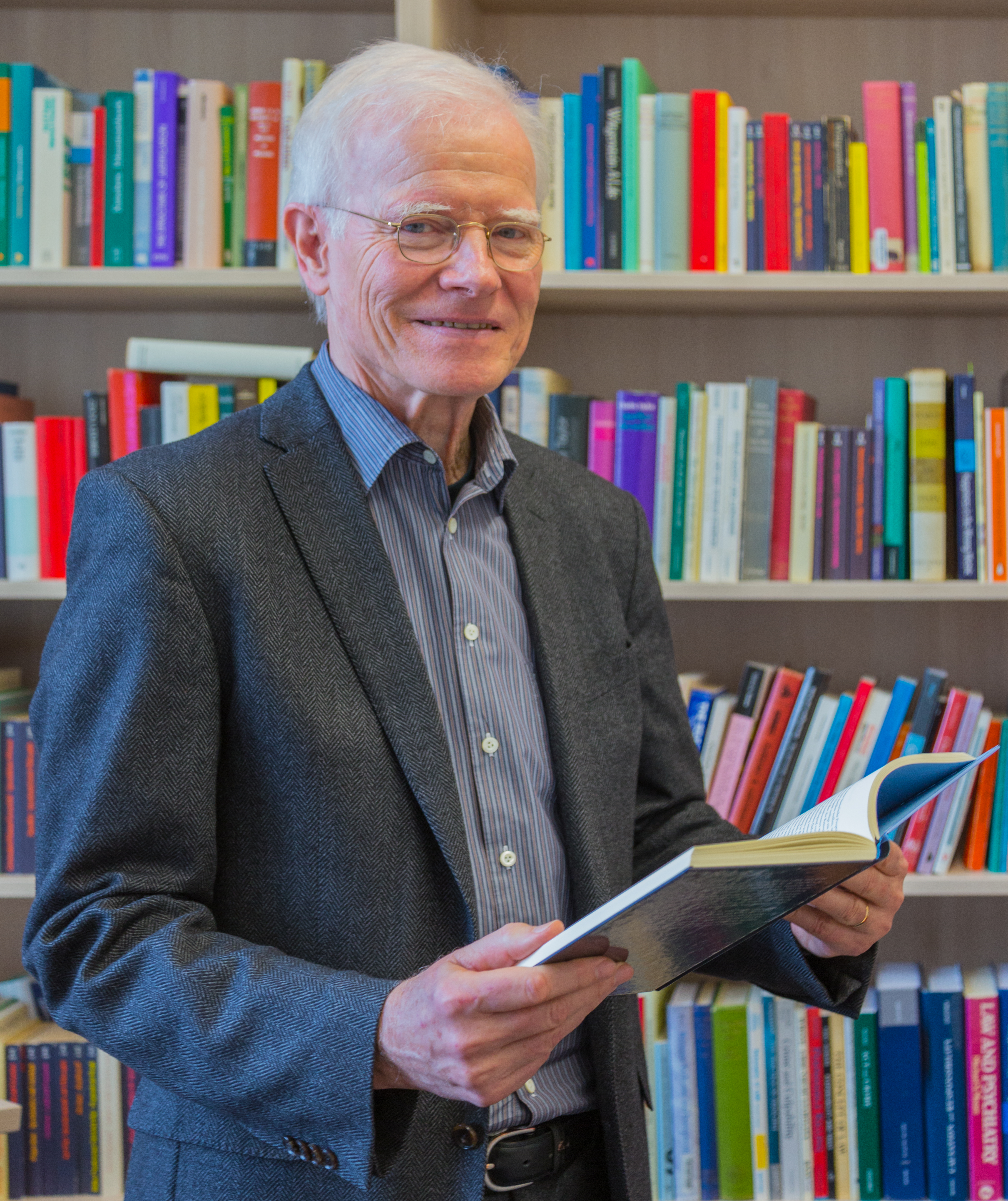
Ludwig Siep in seinem (ehemaligen) Büro im Philosophikum der Westfälischen Wilhelms-Universität (2019).

- Hegels Fichtekritik und die Wissenschaftslehre von 1804. Alber, Freiburg und München 1970 (japanische Übersetzung von H. Yamauchi, Hiroshima 2001).
- Anerkennung als Prinzip der praktischen Philosophie. Untersuchungen zu Hegels Jenaer Philosophie des Geistes. Alber, Freiburg und München 1979 (Italienische Übersetzung mit einem einleitenden Essay von V. Santoro sowie einer Einleitung des Autors, Lecce, Pensa Multimedia, 2007) – Neuauflage mit einem einführenden Essay Anerkennung und praktische Philosophie heute. Meiner, Hamburg 2014.
- Der Weg der Phänomenologie des Geistes. Ein einführender Kommentar zu Hegels „Differenzschrift“ und „Phänomenologie des Geistes“. Suhrkamp, Frankfurt am Main 2000 (Lizenzausgabe Wissenschaftliche Buchgesellschaft, Darmstadt. Englische Ausgabe: Hegel‘s Phenomenology of Spirit. Übersetzt von D. Smith. Cambridge University Press 2014).
- Konkrete Ethik. Grundlagen der Natur- und Kulturethik. Suhrkamp, Frankfurt am Main 2004 (japanische Übersetzung von H. Yamauchi u. a., Vorwort des Autors, Maruzen Publ., Tokio 2007).
- John Locke, Zweite Abhandlung über die Regierung. Hrsg., Überarbeitung des Textes und Kommentar. Suhrkamp, Frankfurt am Main 2007, 414 S., Kommentar 213 S.
- Aktualität und Grenzen der praktischen Philosophie Hegels. Aufsätze 1997–2009. Fink, München 2010, 337 S.
- Moral und Gottesbild. Aufsätze zur konkreten Ethik 1996–2012. Mentis, Münster 2013, 420 S.
- Der Staat als irdischer Gott. Genese und Relevanz einer Hegelschen Idee. Mohr Siebeck, Tübingen 2015, 268 S.
- Technisierung der Natur – Historisierung der Moral. Ziele und Grenzen. Brill Mentis, Paderborn 2020, ISBN 978-3-95743-179-0.
- Ethics and the limit of technology. Brill Mentis, Paderborn 2023, ISBN 978-3-95743-270-4.

### Herausgeberschaft
- mit Urban Wiesing und Giovanni Maio: Medizin und Philosophie. Beiträge aus der Forschung. Frommann-Holzboog, Stuttgart, seit 1995, ISBN 978-3-7728-1633-8.
- G.W.F. Hegel, Grundlinien der Philosophie des Rechts. Reihe „Klassiker auslegen“. Akademie-Verlag, Berlin 1997 (4., bearbeitete und um vier Beiträge ergänzte Auflage 2017).
- mit Walter Jaeschke: Hegel-Studien. Felix-Meiner-Verlag, Hamburg: Band 36, 2003 bis Band 46, 2011 (erschienen 2012).
- mit Thomas Gutmann, Bernhard Jakl und Michael Städtler: Von der religiösen zur säkularen Normenbegründung. Zum Verhältnis von Religion und Politik in der Philosophie der Neuzeit und in rechtssystematischen Fragen der Gegenwart. Mohr Siebeck, Tübingen 2012, 336 S.
- Kindler Kompakt Philosophie. Ausgewählt und eingeleitet von Ludwig Siep. Stuttgart (J.B. Metzler) 2107, 211 S.
- mit Thomas Gutmann, Sebastian Laukötter und Arnd Pollmann: Genesis und Geltung, Historische Erfahrung und Normenbegründung in Moral und Recht. Mohr, Tübingen 2018, 312 S.
- mit David P. Schweikard und Nadine Mooren: Ein Recht auf Widerstand gegen den Staat? Verteidigung und Kritik des Widerstandsrechts seit der europäischen Aufklärung. Mohr, Tübingen 2018 (Reihe Politica, hrsg. von Rolf Gröschner und Oliver W. Lembcke, Band 17), 272 S.